# میشائل مایر
میشائل مایر (آلمانی: Michael Mayr؛ ۱۰ آوریل ۱۸۶۴ – ۲۱ مهٔ ۱۹۲۲) یک تاریخ‌نگار و سیاست‌مدار اهل اتریش بود. 